# Ligament métatarsien interosseux
Les ligaments métatarsiens interosseux (anciennement ligaments inter-métatarsiens interosseux) sont trois ligaments des articulations intermétatarsiennes.

## Description
Les ligaments métatarsiens interosseux sont des ligaments courts et résistants qui se placent dans les trois espaces entre les quatre derniers métatarsiens.
Ils s’insèrent sur les faces collatérales des bases des quatre derniers métatarsiens en avant de leurs articulations.